# اليد السوداء (فلم 1936)
اليد السوداء هو فيلم جريمة مصري من إخراج إيلى ابتكمان وبطولة عقيلة راتب، حامد مرسي، عبد النبي محمد ومختار حسين. يعد الفيلم أول فيلم بوليسي في تاريخ السينما المصرية، وهو أول بطولة للممثلة عقيلة راتب.

## نبذه
يقتل عادل في ليلة زفافه وبجانبه عروسه كوثر، ويجري البوليس البحث عن القاتل تحت قيادة الضابط مختار، إلا أن قاريء الروايات البوليسية بلبل ينتحل شخصية المحقق، ويبحث في القضية، فهو ابن عم الضابط مختار.

## طاقم العمل
- عقيلة راتب بدور كوثر
- حامد مرسي بدور جميل
- عبد النبي محمد بدور بلبل
- مختار حسين بدور مختار
- أمين النبكي
- خيرية صدقي
- زكي إبراهيم
- رياض القصبجي